# Шеделга
Шеделга — река в России, протекает по Томской области. Устье реки находится в 22 км от устья по правому берегу Казальцевской протоки, впадающей в Обь в 2134 км по правому берегу. Длина реки составляет 93 км, площадь водосборного бассейна 674 км².

## Притоки
- 2 км: водоток протока Малая Шеделга (пр)
- 9 км: река без названия
- 9 км: Конельга (лв)
- Малая Речка (лв)
- 48 км: Пученак (пр)
- Коньжуга (лв)
- Болотный (пр)
- Чёрная (лв)

## Данные водного реестра
По данным государственного водного реестра России относится к Верхнеобскому бассейновому округу, водохозяйственный участок реки — Обь от впадения реки Васюган до впадения реки Вах, речной подбассейн реки — Васюган. Речной бассейн реки — (Верхняя) Обь до впадения Иртыша.